# Альтернативное лечение рака
Альтернативное лечение рака — собирательное название для разнообразных методов альтернативной медицины, направленных на излечение злокачественных опухолей.
Лечение рака методами альтернативной медицины часто негативно влияет на здоровье пациентов и приводит их к преждевременой смерти из-за отказа от эффективных клинических методов лечения

## Взаимоотношения классической и альтернативной медицины
Классическая современная медицина в развитых странах преимущественно отрицательно относится к различного рода теориям и средствам альтернативной медицины, так как отсрочка в проведении общепринятого лечения приводит к запущенным, генерализованным формам заболевания, которые гораздо хуже поддаются лечению.

## Нетрадиционные виды лечения
Альтернативные виды лечения чрезвычайно многообразны. Они включают разнообразные диеты, всевозможные пищевые ограничения и правильное питание, новокаиновые блокады. Например, больные могут лечиться:
- «лечебным голоданием»
- «соколечением по Бройсу»
- содой (метод Симончини)
- аминокислотами (неизвестными сочетаниями)
- «Украином»
- «Акульим хрящом»
- «Меркуридом»
- «Сальвестролом»
- Новокаиновыми блокадами «по Александру Ивановичу Романовскому»
- гипертермией
- оливковым маслом («олеиновая кислота») и постным маслом — как «профилактические противораковые пищевые добавки»
- «лаэтрилом» (амигдалином) — пропагандируемым как витаминоподобный препарат (витамин B17) и противораковое средство;
- бактерии — некоторые виды, которые используются в медицине для лечения рака (например, Streptococcus pyogenes). Препараты: вакцина Вильяма Коли, Пицибанил, Стрептобластолизин, Пиротат.
- "Водородной водой". Причём последователи обычно ссылаются на имя Отто Варбурга и заявляют, что якобы именно он открыл рак и якобы именно за это был удостоен Нобелевской премии[2]

## Критика
Специалисты отмечают, что использование непроверенных способов лечения и задержка в обращении к профессиональным онкологам приводит к запозданию лечения и снижает шансы больных на выживание. Пациенты, которые используют альтернативные методы лечения, по статистике в среднем имеют меньшую продолжительность жизни, причём это не зависит от типа рака и стадии заболевания.